# Petar Popović (cestista 1979)
Petar Popović (in serbo Петар Поповић?; Belgrado, 28 luglio 1979) è un ex cestista serbo, professionista in Serbia, Italia, e Spagna.

## Carriera
Con la Serbia e Montenegro ha disputato i Giochi olimpici di Atene 2004.

## Palmarès
- Campionato italiano: 1

Pall. Treviso: 2005-06
- Coppa di Jugoslavia: 2

Budućnost: 1996, 1998
- Copa del Rey: 1

Joventut Badalona: 2008
- Liga catalana: 1

Joventut Badalona: 2007
- Coppa di Russia: 1

Spartak San Pietroburgo: 2010-11
- Lega Adriatica: 1

Hemofarm Vršac: 2004-05
- ULEB Cup: 1

Joventut Badalona: 2007-08